# 電影版 獣拳戦隊ゲキレンジャー ネイネイ!ホウホウ!香港大決戦
『電影版 獣拳戦隊ゲキレンジャー ネイネイ！ホウホウ！香港大決戦』（でんえいばん じゅうけんせんたいゲキレンジャー ネイネイ ホウホウ ホンコンだいけっせん）は、2007年8月4日より東映系で公開された日本の映画作品。特撮ヒーロー番組「スーパー戦隊シリーズ」『獣拳戦隊ゲキレンジャー』の映画化作品である。同時上映は『劇場版 仮面ライダー電王 俺、誕生!』。

## 概要
一部のシーンではあるが、スーパー戦隊シリーズの劇場版で初めて海外ロケ（香港）が行われた作品。本作品タイトルにある“電影”とは香港における“映画”を指す言葉であり、この特徴を端的に示している。本作品以降から「劇場版」「THE MOVIE」にあたる独自の表現も使用される。
前6作の劇場版はテレビシリーズのメインライターが脚本を書いていたが、本作品はテレビ本編のメインライターの横手美智子ではなく、『特捜戦隊デカレンジャー THE MOVIE フルブラスト・アクション』以来のシリーズ劇場版参加となる荒川稔久が手掛ける。
世界征服を企む香港のメディア王・ヤン役には同シリーズへの出演経験を多く持つ石橋雅史が、『鳥人戦隊ジェットマン』以来のシリーズ出演を果たした。また、ヤンの秘書・ミランダ役にインリン・オブ・ジョイトイが、香港国際警察捜査官・ラオファン役に小野真弓がゲスト出演している。乾坤一擲武術会の参加者の一人として新堀和男が出演している。
実際には香港では撮影していないが、特撮スタッフが香港に足を運んでミニチュアや合成用の素材を撮影している。

## あらすじ
激しい戦いを繰り広げるゲキレンジャーとメレ率いるリンシーたちだが、妖しげな光とともに彼らは忽然と姿を消す。
一同が転送されたのは、全世界の経済界を牛耳る香港のメディア王 ヤンが所有する島。そして次々と転送されてくる世界各地の武術家たち。彼らはヤンの主催する究極最強の武術家を決める「乾坤一擲武術会（）」で戦うために集められる。しかし、その裏にはヤンの恐るべき陰謀が隠されていた。
機械人たちとレツ・ラン・理央たちが戦う中、ヤンの悪事を暴くべく潜入していたラオファンに協力していたジャンにも危機が迫る。

## 登場人物
ラオファン
乾坤一擲武術会に招かれた武術家。ヌンチャクを武器としており、同じヌンチャク使いであるジャンとはすぐに意気投合する。おっちょこちょいな一面もある明るい性格。その正体は香港国際警察の秘密捜査官で、大会の主催者であるヤンの悪事の証拠を掴むため潜入捜査をする。
- 当初はもっと真面目なイメージという設定だったが、ポイントを付けるため、ドジっ娘ということとなった。他にもメガネっ娘という案もあった。

ヤン
全世界の経済を陰で動かすといわれる香港のメディア王。常に九官鳥を腕に止まらせている。世界最強の武術家を決める乾坤一擲武術会を開催する。獣拳同様、生物を手本としているが、科学技術の粋を尽くして作り上げた先進のメカニズムを利用した究極の拳法である機械拳法銘功夫（）の総帥で、自らの肉体も機械化している。
その真の目的は優れた武術家たちの気を吸収して自らを最強の存在とし、その力で世界を征服すること。
- 当初の名前は演者の石橋が『バトルフィーバーJ』でヘッダー指揮官を演じたことに因んで「ゴッドヘッダー」となっていた。

機械人ヤン
ヤンの真の姿。砂状に地面を変化させた砂地獄に敵を引き込み、両腕の刃で敵を攻撃する砂楼閣（）などの銘功夫アントライオン拳を使いゲキレンジャーを苦しめる。巨大戦では銘観音に乗り込みゲキレンジャーに勝負を挑む。
- デザインは不動明王を意識しており、『シルバー仮面ジャイアント』のサザン星人にもインスパイアを受けている。

ミランダ
チャイナドレスに身を包んだヤンの秘書。妖しげな美貌を持つ。矢のようなメカワープメカのカメラアイで武術家たちをスキャニングし、島へと転送させた。ヤンと同じく正体は機械人。

機械人ミランダ
「銘功夫ターン・オン」の掛け声で変化するミランダの真の姿。銘功夫シーアネモネ拳の使い手。
敵を花弁で突いて毒を注入し、気を奪う毒刺砲（）、両腕と頭部にある巨大な花のような装置を開いて、武術家たちの闘気や激気を吸い取る超吸気（）などの技を持つ。ゲキブルーとゲキイエローやメレを圧倒し3人の気を吸い取り、臨気凱装した理央と渡り合い倒され、バラバラになったが頭部のみが生き残り、理央の臨気を奪う。
『仮面ライダー×スーパー戦隊 スーパーヒーロー大戦』では大ザンギャックの怪人として登場。
- デザインは観音菩薩を意識している。

メカ人間
銘功夫の戦闘員。大晩餐会の会場では機械人ダンサーズに化けている。武器は右腕のブレード型の武器。顔面にある模様が漢字の「罪」の字のように見える。
- デザインは『太陽戦隊サンバルカン』のダークQとの差別化が意識されている。

## 装備・戦力

### ゲキワザ
ここでは劇場版でのみ使用したゲキワザを記載する。
魂魂弾（）
ゲキレンジャー3人が激気を極限まで高め、オレンジ色に輝く「激気爆発」状態になり、強烈な突きを1発、そして零距離で止めにもう1発繰り出し、敵の体内に送り込む。

### 巨大戦力
リンビースト
理央とメレがリンギ・招来獣で作り出す臨気を固めた塊が完全実体化したもの。テレビシリーズでは修行その33、47に登場。
2体ともスーパー戦隊Vシネマ『ゲキレンジャーVSボウケンジャー』では地球から月まで走って現れる。『劇場版 炎神戦隊ゴーオンジャーVSゲキレンジャー』ではゲキリントージャウルフの合体の際に登場している。
リンライオン
理央がリンギ招来獣によりつくり出すリンビースト。メインカラーは黒。口から臨気のエネルギー波を放つ獅子吼というリンギを使用する他、鋭い牙や爪での格闘戦や刃状の尻尾による斬撃も可能。
ゲキリントージャへ合体する際、頭はゲキトージャの胸部の装甲、胴体と足は両肩の装甲に、背中と尾は武器の激臨剣（尾は刀身、背中は護拳と柄）になる。
リンカメレオン
メレがリンギ招来獣によりつくり出すリンビースト。メインカラーは緑。
ゲキリントージャへ合体する際、ゲキトージャの左腕にしがみつくように合体する。
ゲキリントージャ
ゲキトージャにリンライオンとリンカメレオンが流派を超えて呉越同舟獣拳合体（）した拳法巨人。合体完了の際には、「ゲキリントージャ、バーニングアップ!」と叫ぶ。ゲキレンジャー3人に理央とメレを加えた5人で操縦する。全能力でゲキトージャを上回る。この合体をジャンは力を一緒に合わせるという意味の「ネイネイのホウホウ」と表現している。テレビシリーズの修行その33にも登場。
武具はリンライオンの尾が変形した巨大な剣激臨剣（）。
必殺技は大頑頑拳の回転力を利用して敵に突撃し、激臨剣ですれ違いざまに敵を連続で斬る激激臨臨斬（）。この技はゲキワザでもリンギでもない奥義として扱われている。
リンギ
獅子吼（）
胸部の獅子の口からエネルギー衝撃波を放つ。リンライオンの技と同様。
吊姿固（）
リンカメレオンの口から伸ばした舌で敵の動きを封じる。

銘観音（）
銘功夫スパイダー拳を使うクモ型の様々な生物の動きを越えた機械生命体。ヤンの島の大観音像にカモフラージュされていた。香港の町を夜の闇で覆いつくし、6本の腕の鎌を操り、振り上げた6本の腕の鎌を大上段から振り下ろす銘功夫焔裂断（）や銘観烈風斬、6本の腕で敵を後ろへ投げ飛ばす銘観おとしなどでゲキトージャを圧倒する。
- 特撮監督の佛田洋からの6本腕という要望を受け阿修羅のイメージで描かれた。腕は操演ではなく後ろに立った人間が腕を出して演じており、背中の円盤は合成で後ろの部分を消しやすいよう付けられた。

## キャスト
- 漢堂ジャン / ゲキレッド - 鈴木裕樹
- 宇崎ラン / ゲキイエロー - 福井未菜
- 深見レツ / ゲキブルー - 高木万平
- 真咲なつめ - 桑江咲菜
- 理央  - 荒木宏文
- メレ - 平田裕香
- ラオファン - 小野真弓
- ミランダ - インリン・オブ・ジョイトイ
- ヤン - 石橋雅史
- ビック・ザ・ゴトウ - タカ・コンドー
- ロドリゴ・ジルベルト - チャールズ・ジョンソン
- ブルドーザー・ブルーノ - エメカ
- ミハイル・パラノフスキー - ジェラード・ラルシー
- クリシュナ・ムハンマド - モハメッド・リボン
- ミルナ・マダガスカル - 田尻茂一
- コジロー・ムサシノ - 新堀和男
- 真咲美希 - 伊藤かずえ

### 声の出演
- マスター・シャーフー - 永井一郎
- バエ - 石田彰
- ナレーション - ケイ・グラント

### スーツアクター
- ゲキレッド[16] - 福沢博文
- 人見早苗
- ゲキブルー[17] - 竹内康博
- 黒獅子リオ[17][注釈 4] - 今井靖彦
- 蜂須賀祐一
- 日下秀昭
- 神尾直子
- 村岡弘之
- 中川素州
- 橋本恵子
- 小野友紀
- 佐藤賢一
- 金田進一
- 矢部敬三
- 三住敦洋
- 藤井祐伍
- 吹き替え[18] - 下園愛弓
- 六本木康弘
- 向田翼
- 佐藤義夫
- 尾崎由記子

以下ノンクレジット
- 大林勝
- 永徳
- 安田桃太郎
- 宇田卓也
- 佐藤太輔
- 田中宏幸
- 高橋玲
- 小島美穂
- 渡邉昌宏

## スタッフ
- 製作 - 鈴木武幸（東映）、高橋浩（東映アニメーション）、亀山慶二（テレビ朝日）
- 企画 - 中曽根千治（東映）、梅沢道彦（テレビ朝日）、日達長夫（東映ビデオ）、竹中一浩（バンダイ）、永井秀之（アサツー ディ・ケイ）、福中脩（東映エージエンシー）
- 原作 - 八手三郎
- プロデュース - 塚田英明・宇都宮孝明（東映）、八木征志（テレビ朝日）、矢田晃一（東映エージエンシー）
- 脚本 - 荒川稔久
- 音楽 - 三宅一徳
- 撮影 - 松村文雄
- 照明 - 堀直之
- 美術 - 大谷和正
- 編集 - 佐藤連
- 記録 - 渋谷康子
- 整音 - 渡辺典夫
- 助監督 - 加藤弘之
- 進行主任 - 小林智裕
- 特撮 - （株）特撮研究所
- 視覚効果 - 沖満
- キャラクターデザイン - 篠原保、野口竜
- 企画協力 - 企画者104
- デザイン協力 - プレックス
- 造型 - レインボー造型企画
- プロデューサー補 - 和佐野健一、泉谷裕
- 制作担当 - 谷口正洋
- アクション監督 - 石垣広文（ジャパンアクションエンタープライズ）
- 特撮監督 - 佛田洋
- 監督 - 中澤祥次郎
- 配給 - 東映

## 音楽
オープニングテーマ「獣拳戦隊ゲキレンジャー」
作詞：及川眠子 / 作曲：岩崎貴文 / 編曲：京田誠一 / 歌：谷本貴義、ヤング・フレッシュ
オープニングナレーションはあるが、スタッフクレジットはない。

エンディングテーマ「道（タオ）」
作詞：藤林聖子 / 作曲：前田克樹 / 編曲：三宅一徳 / 歌：水木一郎、ヤング・フレッシュ
映像は本編と連動し、途中からテレビ版同様のダンスを行う。イントロのミニコーナーも本編の続きである。

## トピックス
- テレビシリーズの修行その22 - 25の提供画面とエンディングにおいて、本作品の映像が（一部）使用された[注釈 5][注釈 6]。
- 前売り券の購入特典として、電王ソードフォームとゲキレッドがそれぞれ描かれた「仮面ライダー電王 交通安全お守り」と「ゲキレンジャー 身体健勝お守り」が配布された（どちらか一つ選択）。お守りは、大ヒット祈願で参拝した赤坂豊川稲荷で魂が込められている。

## 映像ソフト化
- 電影版 獣拳戦隊ゲキレンジャー ネイネイ!ホウホウ!香港大決戦 メイキング 只今、電影版修行中!（DVD1枚組、2007年7月21日発売）
  - 本作品のメイキング。
- 電影版 獣拳戦隊ゲキレンジャー ネイネイ!ホウホウ!香港大決戦 通常版（DVD1枚組、2008年2月21日発売）
  - 映像特典
    - 特報・劇場予告編・TVスポット集
- 電影版 獣拳戦隊ゲキレンジャー ネイネイ!ホウホウ!香港大決戦 特別限定版（DVD1枚組、2008年2月21日発売）
  - 映像特典
    - 製作会見
    - 完成披露試写会舞台挨拶
    - 劇場舞台挨拶
    - 銘功夫デザインファイル
    - 電影版拳士列伝
    - ポスタービジュアル
    - 特報・劇場予告編・TVスポット集

  - 封入特典
    - 特製ゲキレンジャーマスコット付き色鉛筆5本セット（塗り絵付き）